# 花溪“青岩教案”遗址
花溪“青岩教案”遗址是一处贵州省文物保护单位。位于中国贵州省贵阳市南郊花溪区青岩镇北北街村姚家关组，一处偏僻的山坳里，距市区30公里.
1861年端午节，“游百病”队伍来到地处偏僻山坳里的大修院，与修院看门人罗廷荫、修士张文澜、陈昌品发生口角，青岩团总赵国澍帶領团丁逮捕三人，放火烧毁大修院，院長白伯多祿神父和其他修生逃走。接贵州提督田兴恕密令，三人和修院厨娘王玛尔大均在青岩鎮被斩首，酿成青岩教案。
青岩教案后，为被杀四人赔建坟墓，又在青岩赔建一座天主教堂。不久贵州又发生开州教案，事后田兴恕被发配新疆，其六洞桥公廨改建为贵阳南天主堂。
被焚毁的大修院现存前后两面石墙，高4米，以及王玛尔大墓碑。教案后赔建的青岩天主堂保存至今，已年久失修。院内已另外新建一座天主教堂。1985年11月2日，花溪“青岩教案”遗址公布为第二批贵州省文物保护单位。